# Otamatapaio (rivière)
La rivière Otamatapaio  (anglais : Otamatapaio River) est une rivière de la région d'Otago, dans l’Ile du Sud de la Nouvelle-Zélande. 

## Géographie
Elle prend naissance dans la chaîne de “Hawkdun Range” et s’écoule vers le nord-est pour se déverser dans le Lac Benmore.